# 백자 청화매조죽문 항아리
백자 청화매조죽문 항아리(白磁 靑畵梅鳥竹文 壺)는 서울특별시 서대문구 이화여자대학교 박물관에 있는, 뚜껑이 있는 입호형 항아리 형태로, 도자기 겉면에 매화(梅)·새(鳥)·대나무(竹)로 구성된 문양을 청화안료로 그린 조선 전기의 청화백자이다.  
2020년 1월 6일 대한민국의 보물 제2058호로 지정되었다.

## 지정 사유
'백자 청화매조죽문 항아리(白磁 靑畵梅鳥竹文 壺)'는 뚜껑이 있는 입호형 항아리 형태로, 도자기 겉면에 매화(梅)·새(鳥)·대나무(竹)로 구성된 문양을 청화안료로 그린 조선 전기의 청화백자이다. 이와 동일한 양식의 청화백자는 사용계층이 한정되었고 제작 또한 제한되었기 때문에 전래 수량이 많지 않다.
매화를 화면에 크게 배치해 전반적으로 화려한 분위기를 연출하였고 다양한 동작의 새를 표현해 형식적으로 흐를 수 있는 문양에 생동감을 불어 넣었다. 마치 먹의 농담을 활용하듯 청화안료의 색조와 농담을 잘 살려내 작품의 품격을 높였다. 문양 소재를 다양한 농담(濃淡)으로 표현하였고 높은 회화적 수준을 볼 때 도화서(圖畵署)의 화원(畵員)이 참여한 조선시대 관요산(官窯産) 백자로 추정된다.
지정 대상 도자기는 형태와 문양 등에서 국보 제170호 '백자 청화매조죽문 유개항아리(白磁 靑畵梅鳥竹文 壺)'와 비교할 수 있는 작품으로, 뚜껑이 없어 온전한 한 벌이 아닌 점을 제외하면 정제된 백자의 태토와 문양을 장식한 기량 등이 거의 흡사하다.
특히, 코발트가 주성분인 두 가지의 안료를 사용한 점은 백자 가마터에서 거의 유사한 기법이 적용된 시험 번조편(燔造片)이 발견된 사례를 감안할 때, 앞으로 조선 전기 청화백자의 제작과 관련된 중요한 사실을 밝힐 가능성이 있다는 점에서 중요한 의의가 있다.
동체의 위, 아래 부분과 굽바닥 등에 일부 균열이 있지만, 제작 당시 원형이 비교적 잘 보존되어 있다. 중국의 영향에서 벗어나 조선 고유의 청화백자를 제작하기 시작한 시대적 특징을 잘 보여주는 우수한 작품으로, 보물로 지정해 보존․관리하는 것이 타당하다.

## 같이 보기
- 백자 청화매조죽문 유개항아리 - 국보 제170호, 국립중앙박물관 소장

## 참고 자료
- 백자 청화매조죽문 항아리 - 국가유산청 국가유산포털